# Groupe de NGC 3923
Le groupe de NGC 3923 comprend au moins cinq galaxies situées dans la constellation de l'Hydre. La distance moyenne entre ce groupe et la Voie lactée est d'environ 23,8 Mpc (∼77,6 millions d'al). 

## Membres
Le tableau ci-dessous liste les cinq galaxies du groupe indiquées dans l'article de A.M. Garcia paru en 1993.
| Nom        | Class.  | Type           | α (J2000.0)   | δ (J2000.0)  | Vitesse radiale (km/s) | m     | Distance (Mpc) | Dimension (kal) |
| ---------- | ------- | -------------- | ------------- | ------------ | ---------------------- | ----- | -------------- | --------------- |
| NGC 3904   | E2-3?   | Elliptique     | 11h 49m 13.2s | -29° 16′ 36″ | 1576 ± 8               | 10,9  | 22,0 ± 1,6     | 56              |
| NGC 3923   | E4-5    | Elliptique     | 11h 51m 01.7s | -28° 48′ 22″ | 1739 ± 9               | 9,8   | 24,3 ± 1,8     | 136             |
| ESO 440-6  | S0+ pec | Lenticulaire   | 11h 46m 32.5s | -30° 05′ 57″ | 1754 ± 33              | 14,17 | 24,5 ± 2,1     | 37              |
| ESO 440-27 | Sd      | Spirale        | 11h 53m 24.0s | -28° 33′ 11″ | 1677 ± 3               | 13,18 | 23,4 ± 1,6     | 98              |
| ESO 504-30 | SB(r)d? | Spirale barrée | 11h 57m 14.9s | -27° 42′ 02″ | 1785 ± 23              | 14,66 | 24,9 ± 2,0     | 26              |

Le site DeepskyLog permet de trouver aisément les constellations des galaxies mentionnées dans ce tableau ou si elles ne s'y trouvent pas, l'outil du site constellation permet de le faire à l'aide des coordonnées de la galaxie. Sauf indication contraire, les données proviennent du site NASA/IPAC. 